# Украинцы в Башкортостане
Украи́нцы в Башкортостане (баш. Башҡортостан украиндары; укр. Українці в Башкортостані) — один из этносов, проживающих на территории Башкортостана, сформированный в течение нескольких исторических периодов. Согласно переписи населения 2020 года численность украинцев составляет 14 876 человек. Пик украинского присутствия пришелся на 1939 год, когда численность украинской диаспоры в республике составляла около 100 тысяч — 92 289 человек.

## История
Первые украинские переселенцы на территории Башкортостана появились в начале XVIII века. Они переселялись правительством на крепостную линию Южного Урала и Приуралья для несения военной службы и выполнения государственных повинностей.
На протяжении XVIII—XIX веков заселение украинцами земель Башкортостана проходило очень медленно, что объясняется существованием в ту эпоху крепостного права.
После буржуазных реформ второй половины XIX века переселение украинцев в Башкирию усиливается. Это связано с отменой крепостного права и с переходом экономики на капиталистический путь развития. В центральных губерниях России, на Украине, в Белоруссии и Прибалтике начинается быстрый процесс обезземеливания большой массы крестьян. Особенно скоро земельный голод сказался в центральных и северных губерниях Украины: Полтавской, Черниговской, Киевской, Харьковской и Подольской, которые породили основной поток переселенцев на новые земли, в частности, в Башкирию. Меньшее число мигрантов прибыло из Екатеринославской, Херсонской, Таврической, Волынской, южных уездов Курской и Воронежской губернии.
Новый этап расселения украинцев в Башкортостан начинается после Революции 1917 года. В советскую эпоху освоение новых промышленных и аграрных районов на востоке страны вызвало новую волну миграции украинцев в Башкортостан. Более компактно украинцы заселили южные и центральные районы республики, несколько менее компактно юго-западные и юго-восточные районы, а северо-западные, северные и восточные районы не стали местами расселения украинцев. Во-первых, здесь сказалось, скорее всего, интенсивное заселение этих районов русским населением; во-вторых, южные, юго-западные и центральные районы по своим природно-климатическим особенностям были примерно аналогичны естественным условиям Украины и поэтому больше привлекали украинцев. К тому же эти районы были менее населенными.

## Динамика численности
|          | 1926 чел. | %        | 1939 чел. | %        | 1959 чел. | %        | 1979 чел. | %        | 1989 чел. | %        | 2002 чел. | %        | 2010 чел. | %        | 2020 чел. | %        |
| -------- | --------- | -------- | --------- | -------- | --------- | -------- | --------- | -------- | --------- | -------- | --------- | -------- | --------- | -------- | --------- | -------- |
| всего    | 2 665 346 | 100,00 % | 3 158 969 | 100,00 % | 3 341 609 | 100,00 % | 3 844 280 | 100,00 % | 3 943 113 | 100,00 % | 4 104 336 | 100,00 % | 4 072 292 | 100,00 % | 4 025 367 | 100,00 % |
| Украинцы | 76 610    | 2,87 %   | 92 289    | 2,92 %   | 83 594    | 2,50 %   | 75 571    | 1,97 %   | 74 990    | 1,90 %   | 55 249    | 1,35 %   | 39 875    | 1,00 %   | 14 876    | 0,4 %    |

В послевоенное время численность украинцев стала уменьшаться. В 1959 году в республике насчитывалось 83 594 украинца, в 1970 году — 76 005, а в 1979 году — 75 571. Это вызвано оттоком украинцев на Украину, а также относительно быстрым процессом ассимиляции украинцев в русском населении. Последнее особенно касается жителей городов и рабочих поселков, в сельской местности этот процесс выражен слабее.

## Украинские организации в Башкортостане

### Культурно-общественные
В январе 1990 года состоялась Учредительная конференция, на которой было основано Товарищество почитателей украинской культуры «Кобзарь», преобразованное на первом съезде украинцев в 1992 году в одноименный Республиканский национально-культурный центр. Тогда же был учрежден Союз украинской молодежи Республики Башкортостан «Беркут», который тесно сотрудничает с центром «Кобзарь» и украинской женской организацией «Берегиня».

### Образование и литература
В Башкортостане уделяется достойное внимание образованию на украинском языке. В 2011 году в России функционировало 12 украинских школ, 9 из них — в Башкортостане Украинский язык изучается в Степановской (Аургазинский район), Троицкой (Благоварский район), Золотоношской (Стерлитамакский район) средних школах, Санжаровской основной общеобразовательной школе Чишминского района. С 1993 года в Кировском районе Уфы функционирует республиканская базовая школа с изучением украинского языка, литературы и истории Украины, при которой учреждена воскресная украинская школа имени Т. Г. Шевченко. В Калининском районе столицы также работает Национальная воскресная украинская школа. Украинский язык в республике изучают около 500 учащихся. Организуются детско-юношеские лингвистические лагеря. В Уфе успешно работает Союз профессиональных учителей украинского языка и литературы. Ребятам из Башкортостана, изучающим украинский язык, предоставляются бесплатные путевки в здравницы Украины.
Плодотворно работает Центр украинистики под руководством известного этнолога, ректора Уфимского филиала Московского государственного открытого педагогического университета имени М. А. Шолохова Владимира Бабенко. Этим центром изданы книги «Украинцы Башкирской АССР: поведение малой этнической группы в полиэтничной среде», «Украина — Башкортостан: годы испытаний и сотрудничества», «Песенный фольклор украинских переселенцев в Башкирии», «Завези од мене поклон в Украину», «Башкортостан — Украина: связь времен» и другие.

### Традиции и народное творчество
В Башкортостане действуют украинские самодеятельные коллективы, среди которых есть имеющие звание «народный» — хор «Кобзарь» (г.Уфа), ансамбль «Барвинок» (г.Стерлитамак), хор «Днипро» (г.Мелеуз). Сохранению и развитию украинской культуры, безусловно, способствовал Указ Президента РБ об учреждении историко-культурного центра украинцев Башкортостана в селе Золотоношка Стерлитамакского района. В его составе — сельский дом культуры, библиотека, краеведческий музей.